# Jazmin Carlin
Jazmin ("Jazz") Roxy Carlin (ur. 17 września 1990 w Swindon) – brytyjska i walijska pływaczka specjalizująca się w stylu dowolnym, dwukrotna wicemistrzyni olimpijska z 2016 roku, medalistka Igrzysk Wspólnoty Brytyjskiej w barwach Walii.
Brązowa medalistka mistrzostw świata oraz
mistrzostw Europy w sztafecie 4 x 200 m stylem dowolnym. Mistrzyni Europy na dystansie 400 i 800 metrów w stylu dowolnym.
Na mistrzostwach świata na krótkim basenie w 2014 roku z czasem 8:08,16 zdobyła srebrny medal na dystansie 800 m stylem dowolnym. W konkurencji 400 m tym samym stylem była szósta.
Rok później, podczas mistrzostw świata w Kazaniu wywalczyła brąz na 800 m kraulem, w finale uzyskując czas 8:18,15. Na dystansie 400 m stylem dowolnym była czwarta z czasem 4:03,74.
Na igrzyskach olimpijskich w Rio de Janeiro zdobyła dwa srebrne medale w konkurencjach 400 i 800 m stylem dowolnym.